# Phragmatobia lochmatteri
Phragmatobia lochmatteri là một loài bướm đêm thuộc phân họ Arctiinae, họ Erebidae.